# جک مک‌کارتی
جک مک‌کارتی (انگلیسی: Jack McCarthy; حدود ۱۸۹۸ – ۱۰ مارس ۱۹۵۸) بازیکن فوتبال اهل جمهوری ایرلند بود.
از باشگاه‌هایی که در آن بازی کرده‌است می‌توان به باشگاه فوتبال بوهمیان اشاره کرد.
وی همچنین در تیم ملی فوتبال جمهوری ایرلند بازی کرده‌است.